# Suluova (district)
Suluova is een Turks district in de provincie Amasya en telt 47.428 inwoners (2007). Het district heeft een oppervlakte van 516,2 km². Hoofdplaats is Suluova.
De bevolkingsontwikkeling van het district is weergegeven in onderstaande tabel.
| 1997   | 2000   | 2007   |
| ------ | ------ | ------ |
| 51.200 | 54.123 | 47.428 |